# Jo Squillo
Jo Squillo, de son vrai nom Giovanna Coletti (née le 22 juin 1962 à Milan), est une auteure-compositrice-interprète et présentatrice de télévision italienne. Elle est active contre la violence faite aux femmes et est l'initiatrice en Italie des Wall of Dolls  « murs des poupées » qui dénoncent ces violences,.

## Biographie
Jo Squillo est mineure quand elle commence une carrière musicale de genre punk, à la mode dans les années 1970 et au début des années 1980. En 1980, elle enregistre son premier single contenant les chansons Sono cattiva et Orrore. Pendant cette période, elle fait partie du groupe féminin « Kandeggina Gang » né dans le centre social Santa Marta à Milan.
En 1981, elle rejoint la maison de disques indépendante 20th Secret et sort lalbum Girl senza paura (Fille sans peur) qui compte seize chansons de genre punk rock dont le contenu met en évidence son esprit rebelle et anarchiste.
Dans les années 1980 elle expérimente divers courants musicaux, embrassant le mouvement de la new wave. En 1982, il elle enregistre le 45 tours Africa, dédié à Nelson Mandela.
Après avoir participé en 1989 à Sanremo Rock, en 1990 elle participe pour la 5e fois au Festivalbar avec Whole Lotta Love.
En 1991, elle participe au Festival de Sanremo en duo avec  Sabrina Salerno interprétant la chanson Siamo donne (nous sommes des femmes) - écrite par Jo Squillo. L'année suivante, en 1992, sélectionnée pour participer à nouveau à Sanremo elle est exclue au dernier moment car la chanson Me gusta il movimento n'est pas inédite.
Elle participe de nouveau à Sanremo en 1993 avec  Balla italiano puis ne publie qu'occasionnellement des CD et quelques collections se concentrant sur sa carrière télévisuelle.

### Télévision
Jo Squillo fait ses débuts comme présentatrice de télévision en 1993 lorsqu'elle présente plusieurs programmes, Il grande gioco dell'oca sur Rai 2, Caccia al ladro sur Canale 5, Sanremo Giovani 1993 sur Rai 1 et les nouvelles télévisées de la chaîne musicale Videomusic.
En 1999, elle présente pour Rete 4 l'émission hebdomadaire TV Moda, consacrée au monde de la mode, de cette expérience naît la chaîne satellite thématique du même nom, Class TV Moda, qu'elle dirige et qui est diffusée sur Sky Italia. Après dix ans de diffusion sur Rete 4, TV Moda est transférée sur Italia 1 à partir de la saison 2009-2010.
De 2010 à 2014, elle a dirigé l'émission Doppio femminile sur Rai Radio 1, avec Maria Teresa Lamberti. Depuis septembre 2011, TV Moda est diffusée sur les réseaux Mediaset dans une formule renouvelée intitulée ModaMania.

### Violence faite aux femmes

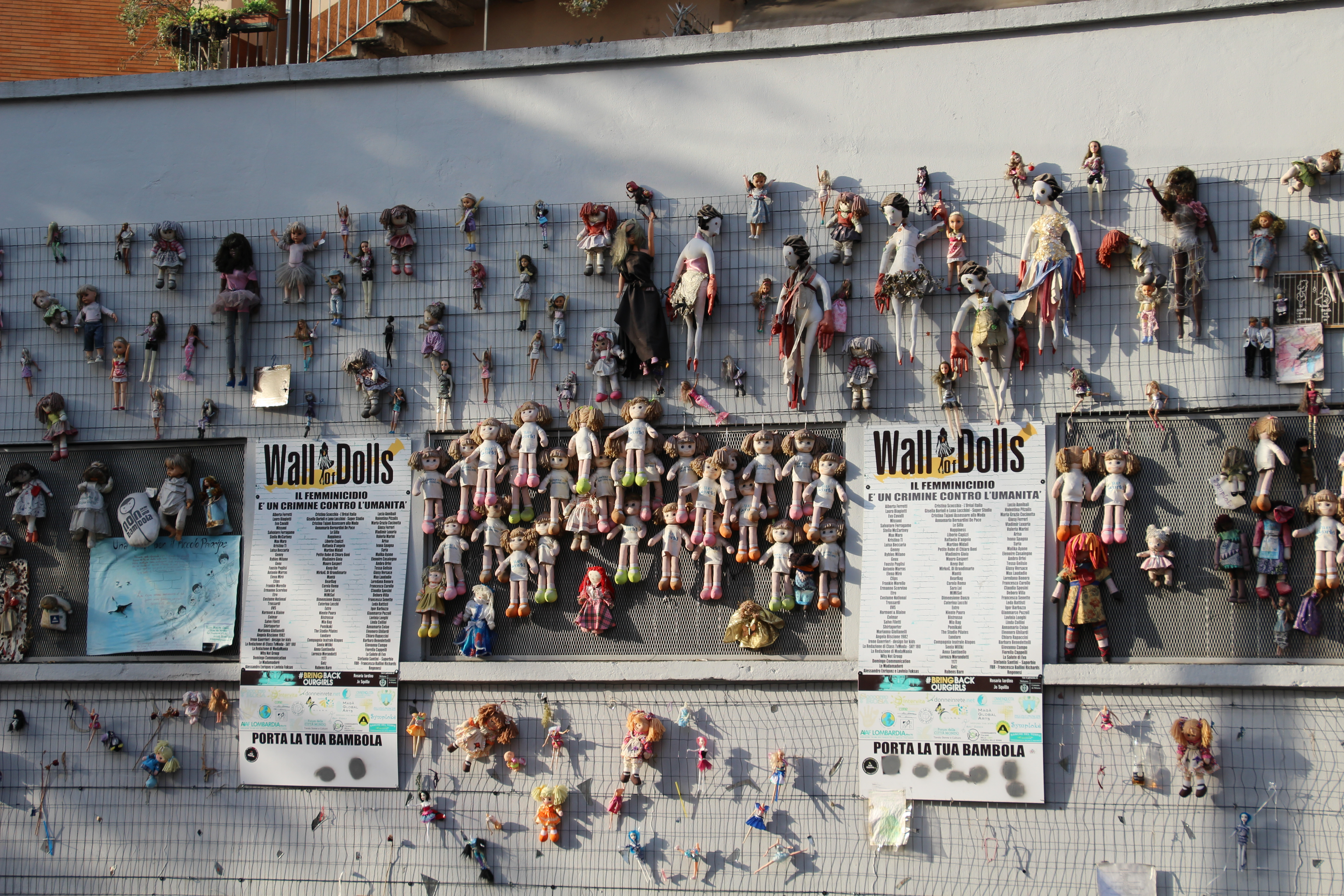
Wall of Dolls à Milan en mai 2015.

En juin 2014, à Milan, elle lance la création de Wall of Dolls (« le mur à poupées »), une œuvre artistique évolutive. Le 8 mars 2015, à l'occasion de la Journée internationale de la femme, elle publie le clip d'une chanson contre la violence faite aux femmes intitulée La gabbia dell'amore (« La cage de l'amour »). L'année suivante, elle réalise Wall of Dolls Against Feminicide un documentaire contre le féminicide et la violence envers les femmes, qui est présenté en première au Festival du film de Rome et au Festival international du film culturel de Los Angeles.
En 2017 elle présente à la Mostra de Venise un nouveau documentaire contre la violence faite aux femmes, intitulé Futuro è donna (« L'avenir est femme »).
Les « murs des poupées » Wall of Dolls sont installés progressivement à Rome et dans les grandes villes italiennes et le 15 mars 2019 celui-ci prend place à Ca' Pesaro à Venise grâce au projet « Venezia Città delle Donne » du Muve.

## Discographie partielle

### Albums studio
- 1981 : Girl senza paura
- 1984 : Bizarre
- 1988 : Terra magica
- 1992 : Movimenti
- 1993 : Balla italiano
- 1994 : 2p LA ± xy = (NOI)
- 2012 : Siamo donne

### Compilations
- 1990 : Tracce 80/90
- 1998 : Siamo donne e altri successi

### Singles
- 1981 : Skizzo Skizzo/Energia interna comme Jo Squillo Eletrix
- 1982 : Africa/Muoversi comme Jo Squillo Eletrix
- 1983 : Avventurieri/Voodoo comme Jo Squillo Eletrix
- 1984 : I Love Muchacha/Bizarre comme Jo Squillo & Kaos
- 1984 : Dammi pace (esplosioni d'amore)/Indiana Jones comme Jo Squillo & Kaos
- 1985 : Roulette/My Love Has No Time comme Jo Squillo & Kaos
- 1987 : O fortuna/Metallica
- 1988 : Diavolo/Non sei l'immagine che ho di te
- 1988 : Terra magica/Tu non mi cucchi più
- 1990 : Whole Lotta Love
- 1991 : Siamo donne (avec Sabrina Salerno)
- 1992 : Me gusta il movimento
- 1993 : Balla italiano
- 1996 : Non vedo l'ora (avec Luca T)
- 1997 : (You Make Me Feel Like) A Natural Woman|You Make Me Feel
- 2000 : Donne al sole
- 2003 : Can't Take My Eyes Off You (Jo Squillo)|Can't Take My Eyes Off You
- 2011 : Never Get Down
- 2016 : Spinball
- 2017 : Break It Off (Jo Squillo)|Break It Off